# Ангелика Клюсендорф
Ангелика Клюсендорф (на немски: Angelika Klüssendorf) е немска писателка, автор на романи и разкази.

## Биография
Ангелика Клюсендорф е родена през 1958 г. в Аренсбург, Шлезвиг-Холщайн, но израство в ГДР. От 1961 г. живее в Лайпциг, където завършва обучение за зоотехник и механизтор.
През 1985 г. се преселва в Западна Германия.
Има двама синове.
Ангелика Клюстендорф е автор на романи, разкази и театрални пиеси.
През 1989 г. взима участие в конкурса Ингеборг Бахман в Клагенфурт.
Получава престижни литературни награди.

## Награди и отличия
- 1987: Stipendium des Deutschen Literaturfonds
- 1989: Arbeitsstipendium des Berliner Senats
- 2004: „Награда Розвита“
- 2011: „Немска награда за книга“ (финалист) für Das Mädchen
- 2013/14: Stadtschreiberin von Bergen
- 2014: „Награда Херман Хесе“[4]
- 2014: „Немска награда за книга“ (финалист) für April
- 2014: „Награда на Югозападното радио“
- 2014: Hertha Koenig-Literaturpreis
- 2018: Nominierung für den Deutschen Buchpreis für Jahre später
- 2019: „Награда Мари Луизе Кашниц“